# الأبيقوري
الأبيقوري هي رواية كتبها توماس مور، نشرت عام 1827. وتروي قصة ألكيفرون، زعيم الطائفة الأبيقورية في أثينا في القرن الثالث الميلادي، والذي كان في رحلة إلى مصر للعثور على سر الخلود. تتضمن بعض إصدارات الكتاب نقوشًا للرسام تيرنر. يُزعم أن الكتاب هو ترجمة لمخطوطة يونانية قديمة غريبة عُثر عليها في دير القديس أنبا مقار الكبير في مصر حوالي عام 1800.

## حبكة
يبدأ السرد بانتخاب ألسيفرون لقيادة طائفة الأبيقور. يولد عنده هاجس يشير له إلى أن "الحياة الأبدية" تنتظره في مصر. وغير متأكد من معناها، لذلك يقرر متابعة هذا الهاجس حتى يسافر إلى هناك ويخوض مغامرات مختلفة، بما في ذلك الدخول في أسرار دين الدولة، سعيًا وراء الكاهنة الجميلة أليث. وهي مسيحية خفية، تهرب مع ألسيفرون، ويسافران معًا على طول نهر النيل إلى صعيد مصر، متجهين إلى دير مسيحي، يديره أحد أتباع أوريجانوس. يتحمل ألسيفرون التنشئة على الديانة المسيحية على أمل البقاء مع أليث. وسرعان ما يصدر مرسوم إمبراطوري ينص على اضطهاد جميع المسيحيين الذين لم يتخلوا عن دينهم، ويقبض على رفاق ألسيفرون، بما في ذلك أليث، وقتلهم.